# Claidel Kohinor
Claidel Kohinor (Paramaribo, 7 februari 1992) is een Surinaams voetballer die speelt als doelman voor de Surinaams club SV Robinhood.

## Carrière
Kohinor speelde van 2010 tot 2014 voor SV Leo Victor daarna tot 2016 speelde hij voor SV Notch. Sinds 2016 speelt hij voor SV Robinhood waarmee hij in het seizoen 2017/18 landskampioen werd en de beker won dat jaar.
Hij speelt sinds 2016 voor Suriname waarvoor hij 21 interlands speelde.

## Erelijst
- SVB-Eerste Divisie: 2017/18
- Surinaamse voetbalbeker: 2013/14, 2017/18